# Kardam de Bulgarie
Titre
Prince héritier de Bulgarie
(revendiqué)
2 décembre 1962 – 7 avril 2015
(52 ans, 4 mois et 5 jours)
Le prince Kardam de Bulgarie ou Kardam Sakskoburggotski (né [en espagnol] Kardam de Sajonia-Coburgo-Gotha y Gómez-Acebo), prince de Tarnovo et duc de Saxe, né le 2 décembre 1962 à Madrid et mort le 7 avril 2015 dans la même ville, est le fils aîné et héritier de Siméon II, ancien roi des Bulgares, et de Margarita Gómez-Acebo.

## Biographie

### Naissance
Né après l'abolition de la monarchie en Bulgarie, alors que son père vit en exil en Espagne, Kardam de Bulgarie est diplômé en économie agricole de l'université d'État de Pennsylvanie.

### Mariage et descendance
Le 11 juillet 1996 à Madrid, il épouse Miriam Ungría y López, née le 2 septembre 1963 à Madrid, qui donne naissance à deux enfants :
- le prince Boris, prince de Tarnovo et duc de Saxe, né le 12 octobre 1997 à Madrid ;
- le prince Beltrán de Tarnovo, né le 23 mars 1999 à Madrid.

Sa veuve, la princesse Miriam de Bulgarie, se remarie en septembre 2022 à Amman au prince Ghazi ben Mohammed de Jordanie (en), cousin du roi Abdallah II de Jordanie.

### Accident de voiture
Le 15 août 2008, le prince Kardam et son épouse sont victimes d'un grave accident de la route près de Madrid, sa Jaguar ayant heurté un arbre. La princesse Miriam a subi une fracture du coude et des côtes ainsi qu'un collapsus pulmonaire. Le prince Kardam, grièvement blessé, a souffert d'un traumatisme cranio-cérébral nécessitant d'être placé en coma artificiel, et de sévères blessures aux mains, qui demeurent paralysées et dont il a perdu deux doigts. Admis dans un appartement médicalisé après six mois d'hospitalisation mais maintenu dans le coma, il doit être admis de nouveau à l'hôpital local de Saint-Jacques-de-Compostelle entre janvier et août 2010 à la suite d'une aggravation de son état. Après une stabilisation de ses fonctions physiologiques, il rentre à Madrid mais il demeure dans un état préoccupant et dans l'incapacité de communiquer.

### Mort
Il meurt le 7 avril 2015 dans un hôpital madrilène, des suites d'une infection pulmonaire. Il est inhumé au cimetière Saint-Isidore à Madrid. Le 6 avril 2024, ses restes sont rapatriés en Bulgarie et il est réinhumé dans la crypte de la chapelle royale du palais de Vrana à Sofia.

## Titulature

### Titre
- 2 décembre 1962 - 7 avril 2015 : Son Altesse Royale le prince de Tarnovo, prince héritier de Bulgarie, duc de Saxe (naissance).

### Honneurs
Kardam de Bulgarie est titulaire des ordres bulgares suivants :
- Grand-croix avec collier de l'ordre des Saints-Cyrille-et-Méthode ;
- Grand-croix de l'ordre de Saint-Alexandre.